# 倪坚
倪坚（1961年11月—），男，中华人民共和国政治人物、外交官。

## 生平
1987年，进入中华人民共和国外交部工作，先后在外交部西亚北非司、驻以色列大使馆任职。2001年，任驻以色列大使馆参赞。2002年，挂职新疆建设集团和田管理局副局长。2005年，在美国乔治敦大学做访问学者。2006年，任外交部办公厅副主任。2008年9月，出任中华人民共和国驻曼彻斯特总领事。2011年11月，出任中华人民共和国驻伊拉克大使。2014年，任驻英国大使馆公使。2016年11月，出任中华人民共和国驻阿拉伯联合酋长国大使。2022年4月，自驻阿联酋大使离任。

## 荣誉

### 外国勋章奖章
- 一等独立勋章（阿联酋，2022年4月颁发[3]）